# Bernhard Fischer-Wasels
Bernhard Fischer-Wasels, né Bernhard Fischer le 25 janvier 1877 à Atsch, près de Stolberg et mort le 23 décembre 1941 à Francfort, est un professeur de médecine et anatomopathologiste allemand.
Il fut directeur de l'Institut de pathologie Senckenberg de Francfort-sur-le-Main de 1908 à 1941, professeur de pathologie de 1914 à 1941, et recteur de l'Université Goethe de Francfort de 1930 à 1931.
Il était un chercheur de premier plan sur le cancer et est reconnu mondialement comme le père de la carcinogenèse pétrochimique.
Il a eu pour élèves notables les médecins pathologistes Philipp Schwartz et Joseph Berberich.

## Carrière
Bernhard Fischer étudie la médecine successivement à Strasbourg, Munich et Berlin. En 1900, il obtient son doctorat à Bonn, puis son habilitation en 1903. Son directeur de thèse était Karl Koester, lui-même élève de Friedrich Daniel von Recklinghausen, grand-disciple de Rudolf Virchow.
En 1908, Bernhard Fischer devient professeur et prosecteur à l'Hôpital Augusta de Cologne. La même année, il est nommé directeur de l'Institut de pathologie Senckenberg, rattaché à l'Université de Francfort.
A l'âge de 31 ans, il est nommé professeur ordinaire de pathologie à l'Université Goethe de Francfort. De 1930 à 1931, il en est le recteur.
Parmi ses étudiants et collaborateurs notables à l'Institut de pathologie Senckenberg figurent Philipp Schwartz, Joseph Berberich, Rudolf Jaffé, Edgar Goldschmid et Gerhard Schmidt, qui ont tous dû fuir le pays en raison de leurs origines juives, en partie à la demande et avec l'aide de Bernhard Fischer-Wasels.
En 1936, il est nommé Président de la Société Allemande de Pathologie.

## National-Socialisme
En tant que recteur de l'université, Bernhard Fischer-Wasels est connu pour ses opinions élitistes, estimant que l'enseignement universitaire devait être réservé à quelques talents. Il a refusé d'adhérer au parti nazi malgré la pression considérable. Il était perçu par les nazis comme un représentant des « vieux professeurs libéraux ».
Herman Kalckar a décrit Fischer-Wasels comme « un érudit et administrateur consciencieux qui abhorrait l'antisémitisme et qui a sauvé plusieurs universitaires juifs en médecine ».

## Prix Nobel
En 1929, Bernhard Fischer-Wasels nomme Gustav Embden pour le Prix Nobel de physiologie ou médecine.

## Famille
Bernhard Fischer-Wasels est le fils d'Heinrich Fischer, directeur de verrerie, et sa famille appartenait à l'Église vieille-catholique. En 1909, il épouse Clara Wasels, d'origine suisse, fille d'un dirigeant d'entreprise zurichois. Après sa mort en 1925, il a combiné son nom de naissance avec Wasels. En 1926, il a épousé en secondes noces Margarete Knögel. Il a eu quatre et trois enfants, respectivement dans chacun de ses mariages.